# Tisserin à cape brune
Ploceus insignis
Espèce
Statut de conservation UICN

 LC  : Préoccupation mineure
Le Tisserin à cape brune (Ploceus insignis) est une espèce de passereaux appartenant à la famille des Ploceidae.